# Зелёный Гай (Великоновосёлковский район)
Зелёный Гай (укр. Зелений Гай) — посёлок в Великоновосёлковском районе Донецкой области Украины.
Население по переписи 2001 года составляло 915 человек, по данным на 5 апреля 2025 года оставалось 20 человек. Почтовый индекс — 85510. Телефонный код — 6243. Код КОАТУУ — 1421281802.

## Местный совет
85510, Донецька область, Великоновосілківський район, с. Іскра, вул. Советська, 31, 97-5-21 (укр.)